# Clocher de tourmente de Serviès
Le clocher de tourmente de Servies est un clocher de tourmente situé dans le hameau de Servies, sur la commune de Mas-d'Orcières dans le département de la Lozère.
L'édifice est inscrit aux monuments historiques depuis 1992.

## Sources et références
1. ↑  Notice no PA00103943, sur la plateforme ouverte du patrimoine, base Mérimée, ministère français de la Culture